# Артилес, Айтами
Айта́ми Арти́лес Оли́ва (исп. Aythami Artiles Oliva; 2 апреля 1986, Аргинегин, Испания) — испанский футболист, защитник.

## Карьера
После успешной игры за родной «Лас-Пальмас», Айтами был куплен в июле 2007 года «Депортиво» за 600 тысяч евро. Контракт был подписан на пять лет . Он появился только в одном матче за галисийцев в первом сезоне, когда «Депортиво» проиграл 0:2 дома «Рекреативо». В итоге Айтами был отдан в аренду «Хересу».
Аренда была продлена на весь сезон 2008/09, Айтами стал ведущим оборонительным элементом «Хереса», благодаря чему андалусийцы впервые в истории вышли в Примеру. Новое соглашение аренда было продлено на следующий сезон, и он продолжал быть игроком основного состава. Айтами отличился дважды в сезоне, но «Херес» так и не сумел закрепиться в высшем дивизионе.
Летом 2010 года Айтами вернулся в «Депортиво» из аренды. 7 ноября 2010 года он забил свой первый гол за «Депор», отличившись в матче с «Леванте». По окончании сезона галисийцы вылетели из Примеры. Несмотря на это, Айтами продлил контракт с «Депортиво» до 2015 года.

## Достижения
«Херес»
- Победитель Сегунды: 2008/09

«Депортиво»
- Победитель Сегунды: 2011/12